# Аль-Араби (волейбольный клуб)
Аль-Араби — катарский волейбольный клуб из Дохи.

## История
Самый титулованный клуб Катара. Из 37 чемпионатов в 25 становился чемпионом. При этом лишь дважды команда оставалась без медалей — в 1998 и 2014 годах.

## Достижения
Чемпионат Катара:
- (26): 1980, 1981, 1982, 1983, 1984, 1985, 1986, 1987, 1988, 1989, 1990, 1991, 1992, 1994, 1996, 1997, 2003, 2004, 2006, 2008, 2009, 2010, 2011, 2012, 2016, 2024
- (8): 1993, 1995, 1999, 2000, 2001, 2005, 2007, 2015
- (2): 2002, 2013

Кубок эмира:
- (22): 1980, 1981, 1982, 1983, 1984, 1985, 1986, 1988, 1990, 1991, 1992, 1993, 1995, 1996, 1998, 2002, 2008, 2009, 2011, 2014, 2015, 2016
- (6): 1994, 2000, 2001, 2004, 2007, 2012

Кубок наследного принца
- (15): 1991, 1992, 1994, 1996, 1997, 1998, 1999, 2000, 2001, 2006, 2008, 2009, 2012, 2014 , 2015
- (7): 1993, 2002, 2007, 2010, 2011, 2013, 2009
- Суперкубок Катара:
- (3): 2014, 2015, 2016

Клубный чемпионат Азии:
- : 2012
- (4): 2010, 2015, 2016, 2021
- (2): 2007, 2009

Клубный чемпионат Залива:
- : 2010
- (3): 2007, 2012 , 2016
- (2): 2009, 2013

Клубный чемпионат арабских стран:
- (1): 2003
- (1): 2002
- (2): 2006, 2008